# Ranunculus lambayequensis
Ranunculus lambayequensis är en ranunkelväxtart som beskrevs av T. Duncan, A. Sagástegui-alva. Ranunculus lambayequensis ingår i släktet ranunkler, och familjen ranunkelväxter. Inga underarter finns listade i Catalogue of Life.